# Darkstar One
Pour l’article homonyme, voir Darkstar.
Darkstar One est un jeu vidéo d'action spatial sorti en 2006 fonctionnant sous Windows. Le jeu a été développé par Ascaron Software puis édité par Koch Media.

## Histoire
Il y a longtemps, eut lieu la grande Guerre Galactique. Elle commença lorsque les Mortoks détruisirent le Damoklès alors que celui-ci était en mission d'inspection : ce fut le, désormais funeste, incident Damoklès.
Cette guerre opposait donc les Terriens, alliés avec les Oc'tos, et les Mortoks, alliés avec les Arracks et les Raptors. Seuls les Thuls, qui, fournissant des armes à tout le monde, avaient adopté une apparente neutralité.
Après 40 années de batailles ininterrompues, la guerre prit fin. Seuls les Thuls, dont le territoire avait doublé au fil des affrontements le long de leurs frontières, avaient su tirer leur épingle du jeu.
Pour éviter que pareille horreur ne se reproduise, les Terriens proposèrent de fonder l'Union Galactique, à laquelle, après maintes délibérations, toutes les races à l'exception notable des Thuls, devaient se joindre.
Pour ces derniers, la guerre ayant été positive, chercher à créer une organisation intergalactique n'était qu'une nouvelle preuve de la faiblesse des autres races. En effet, depuis toujours, ils mènent des expériences scientifiques (en particulier génétiques) auxquelles ces autres races, qu'ils considèrent comme sauvages, indisciplinées et étant le "produit imparfait de gènes défectueux", sont opposées. Ils s'isolent donc dans l'espace profond pour mener leur sombres expériences. Pendant 30 ans, ils restent à l'écart...
...Mais cet état de fait est sur le point de changer. En effet, depuis peu, des drones Thuls attaquent des stations spatiales, sans but apparent, semblant surgir de nulle part.
Le joueur incarne Kayron jarvis, orphelin dont le père a été tué par les Thuls lors d'une mission. Mais il apprend que le vaisseau de son père avait été saboté. Il va donc se mettre à la recherche du coupable, afin d'assouvir sa soif de vengeance.

## Système de jeu
Ce jeu du même genre que Freelancer, se joue à la souris et au clavier, ou au Joystick/Joypad, pour diriger le vaisseau, et au clavier pour ce qui est des commandes de jeu (autres que pilotage).

### LeDarkstar One
En héritage, Kayron reçoit le Darkstar One, un vaisseau peu banal car il est à moitié organique. Dans le sens où il peut évoluer grâce à des reliques cachées un peu partout dans la galaxie.

#### Amélioration du vaisseau
En obtenant un certain nombre de reliques, le vaisseau peut s'améliorer. Trois types d'améliorations sont possibles :
- La coque : améliore la résistance du vaisseau. Aux niveaux supérieurs, il sera possible de rajouter des tourelles.
- Les ailes : améliorent l'agilité et le nombre d'armes avant.
- Les moteurs : améliorent la vitesse du vaisseau et son niveau d'énergie. Réduisent aussi la perte de vitesse lors du tractage de conteneur(s).

Les améliorations augmentent aussi le niveau de qualité des équipements pouvant être installés sur le vaisseau.

#### Le canon à Plasma
Cet équipement n'est pas une arme dans le sens où elle ne fait pas de dégât, mais plus une "arme" de soutien dont les effets varient en fonction de ses améliorations (obtenues de la même manière que le pour le vaisseau en lui-même) :
- Surcharge armements : Premier effet disponible du canon à plasma, il permet de tirer plus rapidement, plus longtemps et d'augmenter la puissance des armes.
- Surcharge bouclier : Cet effet permet de recharger les boucliers plus rapidement. (Plus de 300%)
- Surchargeur : Permet de vider l'énergie des boucliers d'un vaisseau (ne fonctionne pas sur les croiseur)
- EMP: Bloque les armes d'un vaisseau (sauf sur les croiseurs).
- Choc Temporel : Bloque tous les vaisseaux (sauf les croiseurs) dans une boucle temporelle.
- Bouclier de plasma: Enveloppe le Darkstar One d'un bouclier impénétrable. Provoque des dégâts supplémentaires en cas de collision.

### Les actions
Pour défendre dans cet univers impitoyable, il vous faut de l'équipement, beaucoup d'équipement. Celui-ci s'acquiert dans les stations de commerce, moyennant finances, ou au cours de certaines missions spéciales (i.e. : chasse libre aux pirates). L'argent s'obtient en commerçant ou en effectuant diverses missions, disponibles sur les terminaux des stations de commerce. Ces missions vont de la simple chasse à l'homme à la mission d'espionnage. À l'instar de Freelancer, quand vous tuez des pirates, vous gagnez automatiquement des Crédits (monnaie du jeu) sous forme de récompense du gouvernement.
Le commerce, quant à lui, consiste à l'achat de biens d'exportation à bas prix et leur revente dans des systèmes où ces biens sont plus rares, selon le bien connu principe de l'offre et de la demande.
Du chasseur de primes au pirate sans scrupules, en passant par le marchand honnête et le contrebandier, vos actions vous confèrent une réputation que vous devrez trainer avec vous durant toute la partie.
Cette réputation offre des bonus/malus plus ou moins intéressants selon votre style de jeu, tels que :
- Chasseur de primes : les pirates vous attaquent beaucoup plus souvent dans les systèmes rebelles.
- Mercenaire : les missions rapportent plus d'argent une fois terminées.
- Marchand : les marchandises à l'export sont moins chères pour vous.
- Contrebandier : La police surveille le Darkstar One plus attentivement.

...
À noter que ces effets n'apparaissent que lorsque la réputation est élevée dans le domaine concerné.

### Les systèmes stellaires et le commerce
Les systèmes stellaires ont leur propre type de gouvernement, calqués sur les gouvernements qui ont existé dans notre histoire. Ils ont chacun 0-2 types de biens interdits (contrebande) :
- Démocratie : (contrebande : androïdes, stupéfiants), sécurité élevée
- Empire : (contrebande :jeux vidéo, stupéfiants), sécurité élevée
- Dictature : (contrebande :jeux vidéo, produits de luxe), sécurité moyenne
- Monarchie : (contrebande :produits de luxe, androïdes), sécurité moyenne
- Fédération : (pas de contrebande), sécurité basse
- Anarchie : (pas de contrebande), sécurité basse

- Les systèmes stellaires se classent aussi selon leur appartenance ou non à l'Union Galactique (Union - Neutres - Rebelles), leurs types de productions (médicaments, isotopes, engrais...) et leur niveau de richesse (Riche - Prospère - pauvre).

La proportion de pirates peut aussi varier selon les gouvernements et l'appartenance à l'Union : dans un système rebelle soumis à l'anarchie, il y aura plus de pirates que dans une démocratie appartenant à l'Union galactique.